# Yun Ok-hee
Yun Ok-hee (in hangŭl: 윤옥희; 1º marzo 1985) è un'arciera sudcoreana.

## Palmarès

### Olimpiadi
- 2 medaglie:
  - 1 oro (Pechino 2008 a squadre)
  - 1 bronzo (Pechino 2008 nell'individuale)

### Mondiali
- 3 medaglie:
  - 2 ori (Ulsan 2009 a squadre; Belek 2013 a squadre)
  - 1 bronzo (Belek 2013 nell'individuale)

### Giochi asiatici
- 4 medaglie:
  - 3 ori (Canton 2010 nell'individuale; Canton 2010 a squadre; Doha 2006 a squadre)
  - 1 argento (Doha 2006 nell'individuale)

### Coppa del Mondo
- 5 medaglie:
  - 3 ori (Edimburgo 2010 nell'individuale; Parigi 2013 nell'individuale; Parigi 2013 a squadre miste)
  - 2 bronzi (Losanna 2008 nell'individuale; Copenaghen 2009 nell'individuale)